# Анучин (лунный кратер)
Кратер Анучин (лат. Anuchin) — ударный кратер в южной приполярной области на обратной стороне Луны. Название дано в честь известного русского географа, антрополога, этнографа, археолога, музееведа Дмитрия Николаевича Анучина (1843—1923) и утверждено Международным астрономическим союзом в 1979 г. Образование кратера относится к нектарскому периоду.

## Описание кратера

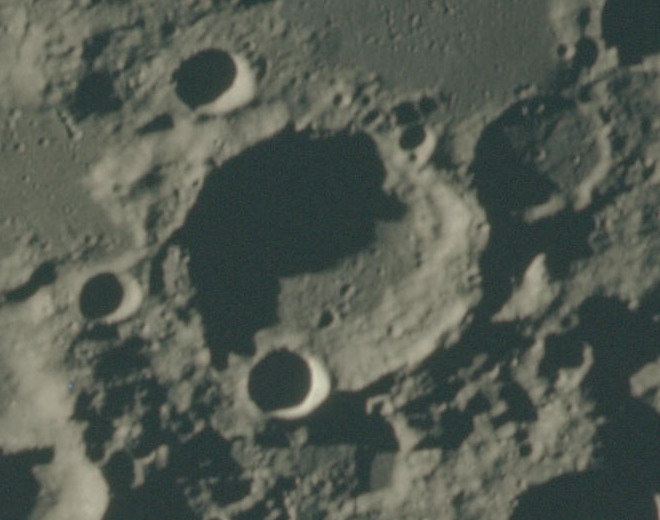
Снимок кратера с борта Аполлона-15.

Ближайшими соседями кратера являются кратер Ламб на севере; кратер Лебедев на востоке и кратер Куглер на юге-юго-востоке. Селенографические координаты центра кратера 48°51′ ю. ш. 101°40′ в. д. / 48,85° ю. ш. 101,66° в. д., диаметр 62,1 км, глубина 2,44 км.
Вал кратера умеренно разрушен, имеет правильную циркулярную форму. Высота вала над окружающей местностью составляет 1180 м, объем кратера приблизительно 2700 км³. Южную часть вала перекрывает сателлитный кратер Анучин L (см. ниже). Дно чаши кратера сравнительно ровное, не заполненное лавой, без приметных структур. Центральный пик отсутствует.

## Сателлитные кратеры

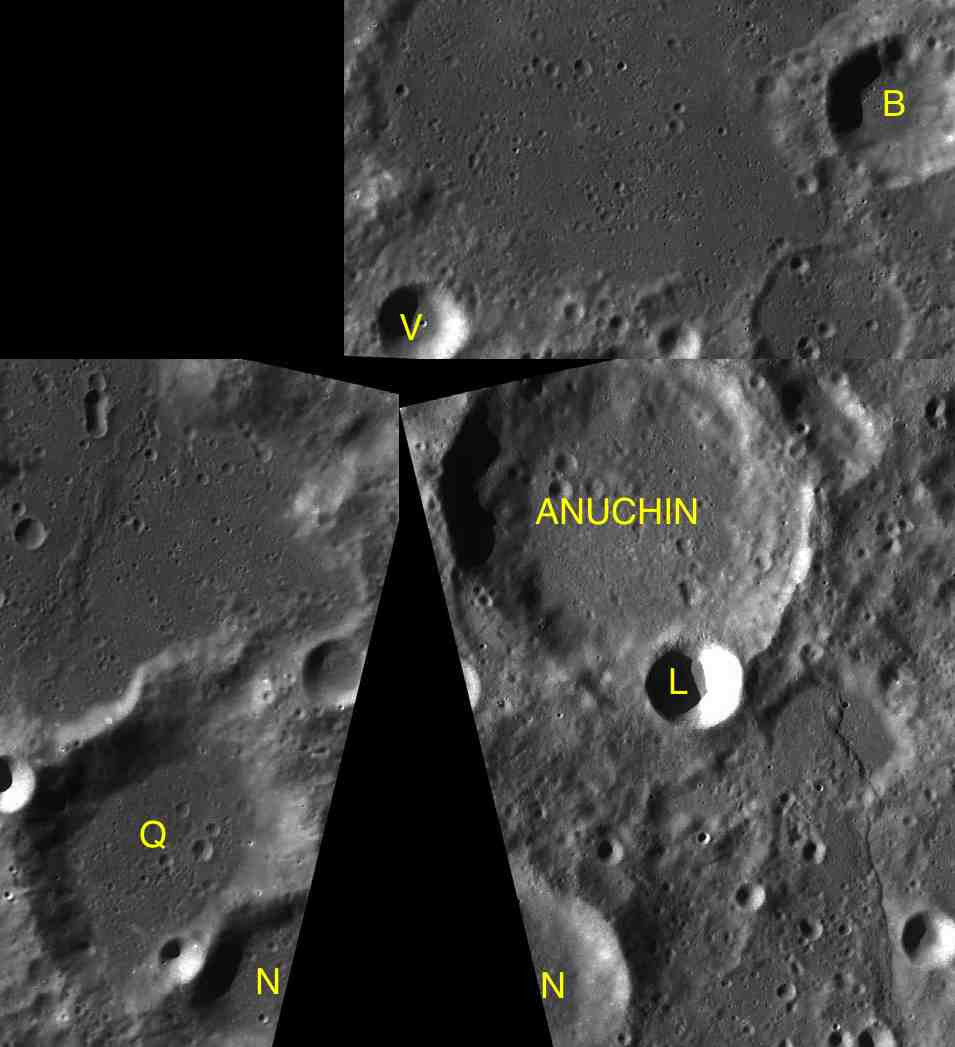
Фрагменты карт LAC-116, LAC-129, LAC-130.

| Анучин | Координаты                                              | Диаметр, км |
| ------ | ------------------------------------------------------- | ----------- |
| B      | 46°26′ ю. ш. 103°34′ в. д. / 46,44° ю. ш. 103,57° в. д. | 25,6        |
| L      | 49°50′ ю. ш. 101°55′ в. д. / 49,84° ю. ш. 101,92° в. д. | 16,0        |
| N      | 51°17′ ю. ш. 100°02′ в. д. / 51,28° ю. ш. 100,03° в. д. | 30,7        |
| Q      | 50°49′ ю. ш. 98°46′ в. д. / 50,82° ю. ш. 98,77° в. д.   | 51,4        |
| V      | 47°49′ ю. ш. 99°48′ в. д. / 47,81° ю. ш. 99,80° в. д.   | 15,2        |